# Tai ria
Tai ria, tên khoa học Blepharis maderaspatensis, là một loài thực vật có hoa trong họ Ô rô. Loài này được Carl Linnaeus miêu tả khoa học đầu tiên năm 1753 dưới danh pháp Acanthus maderaspatensis. Năm 1821, trên cơ sở mô tả trước đó của Benjamin Heyne, Albrecht Wilhelm Roth chuyển nó sang chi Blepharis.

## Mô tả
Cây thân thảo cao tới 30 cm, sống lâu năm. Thân cây mọc bò, trườn hay bò sát mặt đất, đôi khi thuôn dài, thô ráp hoặc có lông tơ. Các lá thường 4 trên một vòng giả gồm 2 đôi không đều nhau; cuống lá khoảng 2 mm, có lông măng; phiến lá hình elip đến hình trứng ngược – hình mũi mác, 2,5-5 × 1-2 cm, có lông măng, gân phụ 3-5 ở mỗi bên của gân giữa, gốc lá hình nêm, mép gợn sóng hoặc có răng cưa, đỉnh nhọn. Hoa ở nách lá và đơn độc hoặc thành cụm gồm các cành ít hoa; lá bắc mọc thành đôi, hình thìa rộng đến hình trứng ngược thuôn dài, 4-13 × 2-6 mm, không bằng nhau, với các cặp bên trong lớn hơn các cặp bên ngoài, có 3 gân rõ nét, mép có lông rung cứng. Đài hoa có lông măng, chia thùy không đều; các thùy sau và thùy trước thuôn dài, 1,2-1,8 × 0,4-0,6 cm, 3 gân, đỉnh của thùy trước thường có 2 khe; các thùy bên hình mác thẳng, 9-12 × 2-3 mm, mép có lông rung. Tràng hoa màu ánh trắng, thường có màu hồng hoặc tía; môi hình trứng ngược, 1,6-1,7 × khoảng 0,8 cm, tỏa rộng; thuỳ hình trứng-thuôn dài. Chỉ nhị khoảng 5 mm. Vòi nhụy khoảng 1,2 cm. Quả nang hình elipxoit, khoảng 8 mm, nhẵn nhụi. Hạt khoảng 3 × 2 mm. Ra hoa tháng 12. Nhiễm sắc thể 2n = 16, 22, 24, 26, 28, 30.

## Phân bố
Rộng khắp châu Phi, qua bán đảo Ả Rập, tiểu lục địa Ấn Độ tới Đông Dương và đảo Hải Nam. Tại Trung Quốc gọi là 百勒花 (bai le hua, bách lặc hoa).
Tại Việt Nam, tai ria thường mọc ở vùng khô hạn, từ Nha Trang đến Phan Rang.

## Hình ảnh

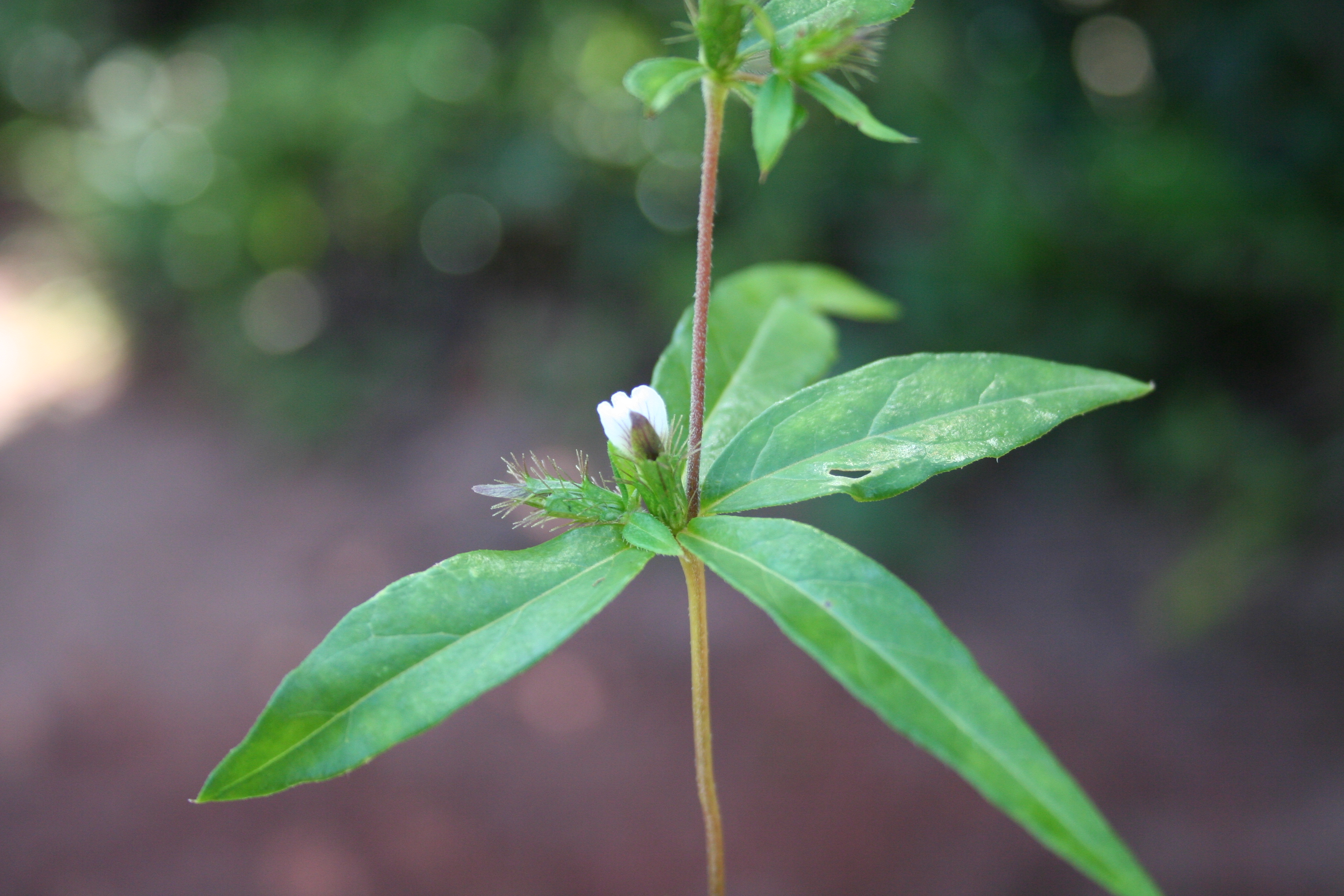
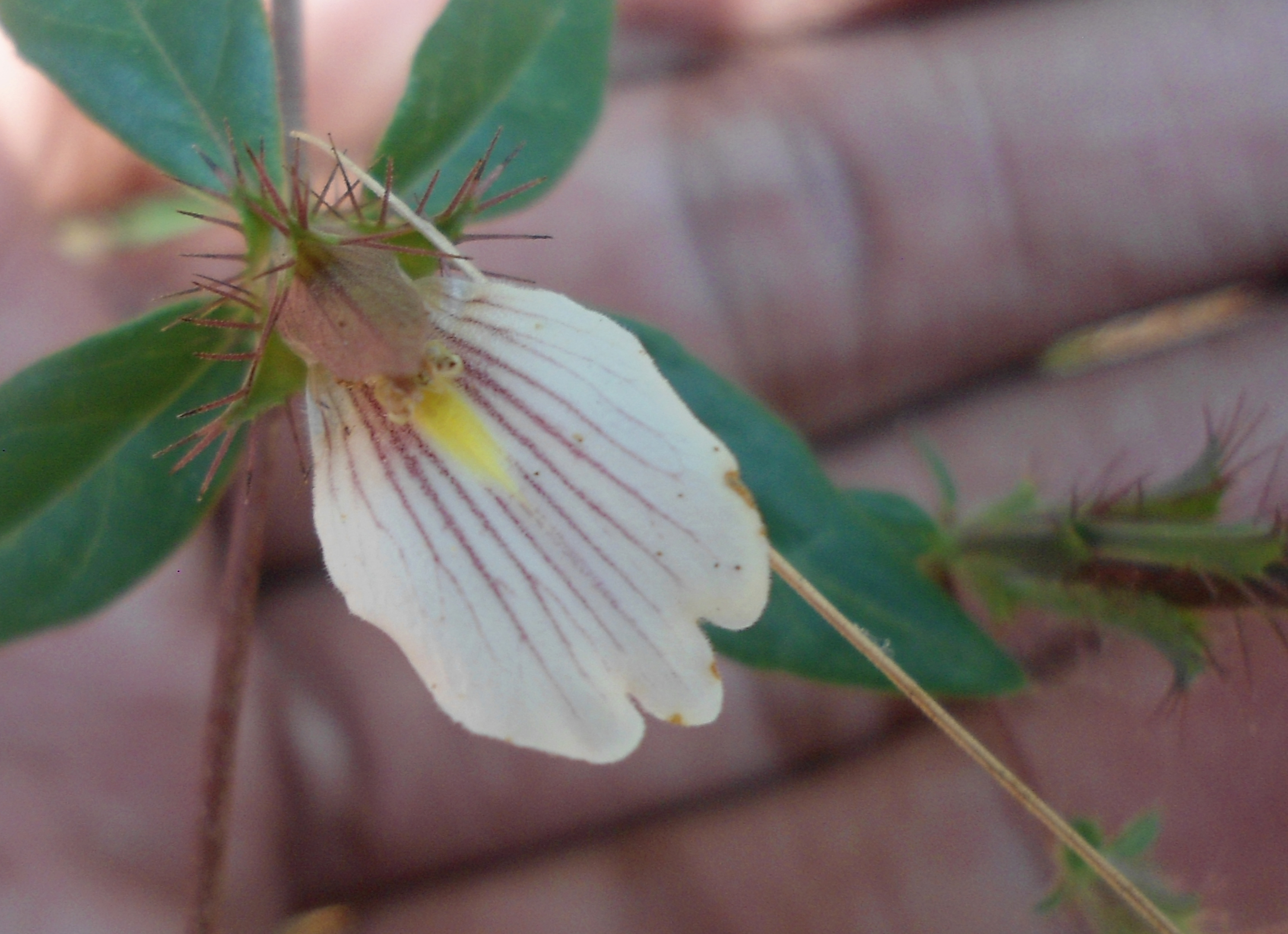
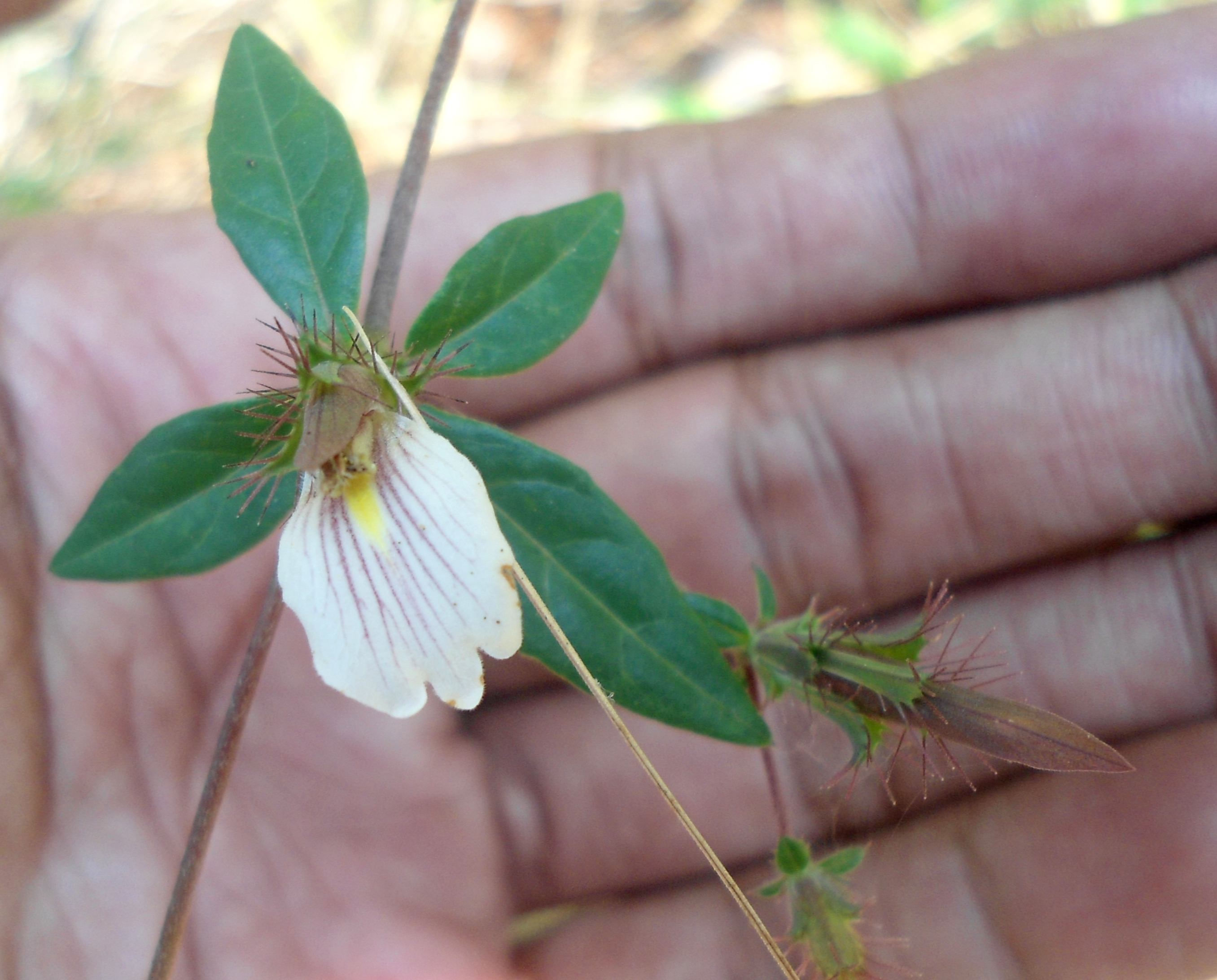
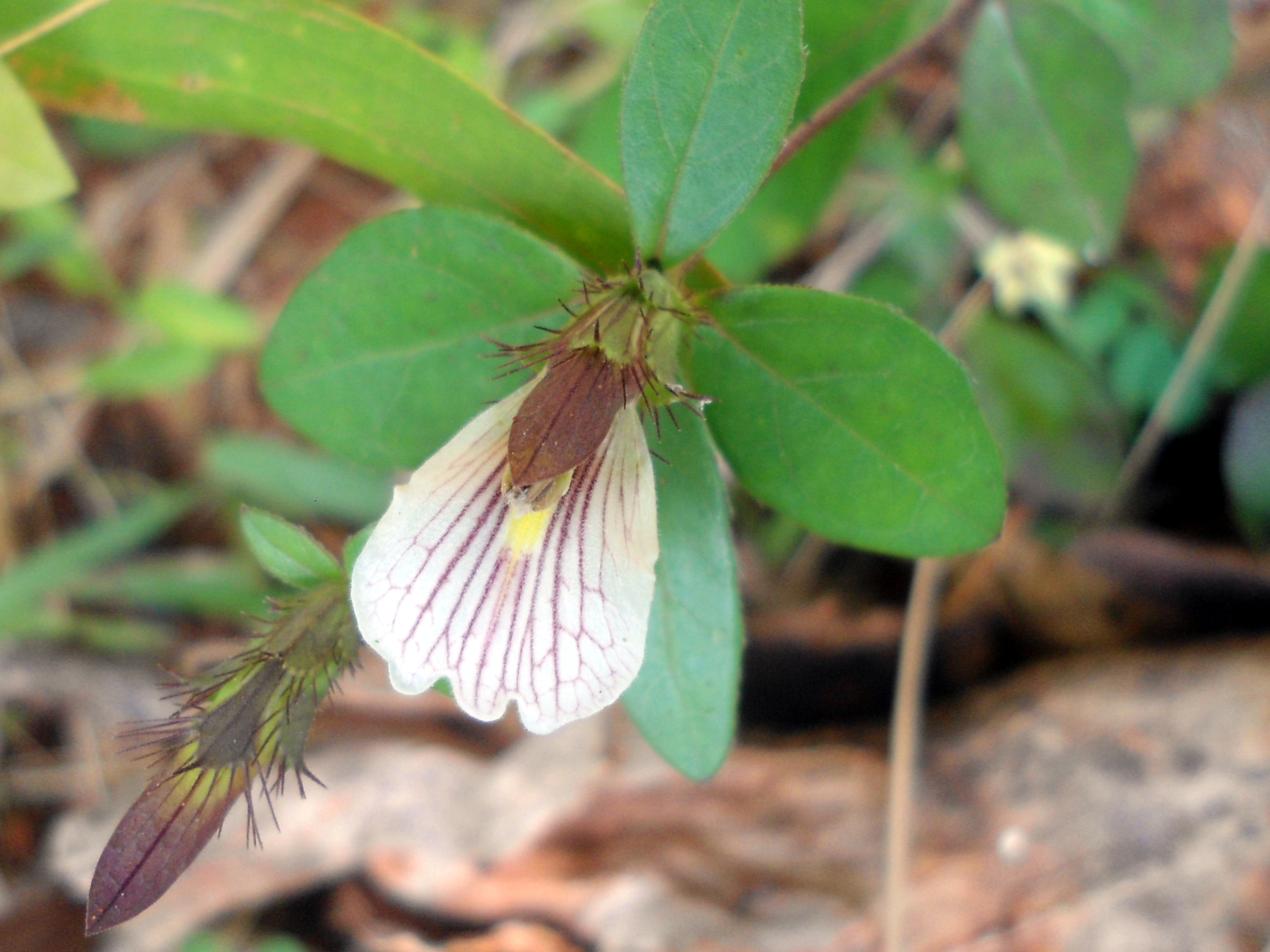